# 吕传赞
吕传赞（1932年9月—2018年4月16日），山东牟平人，中华人民共和国政治人物。

## 生平
1953年，毕业于中国人民大学政治经济系，后供职于北京石油学院、河北建设学院。1982年，担任河北建设学院。次年升任中共河北省委常委。1986年，担任中共河北省委副书记。1993年，升任河北省人大常委会主任。1998年，改河北省政协主席。
2018年4月16日在石家庄逝世。